# Dutchtown (Missouri)
Pour les articles homonymes, voir Dutchtown.
Dutchtown est un ancien village du comté de Cap Girardeau, dans le Missouri, aux États-Unis,. Situé au sud du comté, il est incorporé en février 1998 puis désincorporé le 15 mars 2018.

## Démographie
Lors du recensement de 2010, le village comptait une population de 94 habitants. Elle est estimée, en 2016, à 96 habitants.

## Source de la traduction
- (en) Cet article est partiellement ou en totalité issu de l’article de Wikipédia en anglais intitulé « Dutchtown, Missouri » (voir la liste des auteurs).